# تبخر

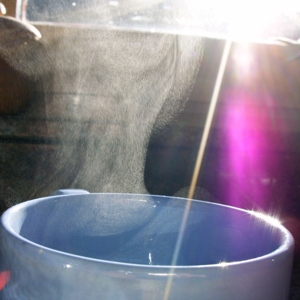
بخار الماء الذي تبخر لتوه واختفى من إبريق الشاي الساخن يتكاثف مرة أخرى على هيئة قطرات مرئية. بخار الماء بخار الماء ليس مرئيا، وإنما سحب قطرات الماء المتكومة هي مايدل على عملية التبخر والتي تتبعها عملية التكثف.

التبخر هو عملية فيزيائية يحدث فيها تحول جزيئات المادة من الحالة السائلة إلى الحالة الغازية على السطح عند درجات حرارة تقع دون درجة الغليان. ترتبط وتيرة التبخر أو التبخر السطحي لسائل ما بقيمة التطايرية التي هي معامل يعبر عن مدى قابلية مادة معينة سائلة أو صلبة للتبخر/التبخير أو للتسام نحو نحو الحالة الغازية.
تفسر ظاهرة التبخر أو التبخر السطحي كما يلي: توجد جزيئات السائل في حركة دائمة في جميع الاتجاهات وتتلاطم (تتصادم) باستمرار فيما بينها مطبقة قوى متعاكسة على بعضها البعض فتتبادل الطاقة فيما بينها بدرجات مختلفة تعتمد على كيفية تصادماتها. لكنه في المتوسط، لاتمتلك جزيئات السائل طاقة كافية للإفلات من السائل بفعل قوى الربط بين جزيئات السائل و تأثير الضغط على مستوى سطح السائل. على السطح، عندما تتعرض جزيئة لقوة دفع تمكنها من التغلب على فعل الضغط المحيط فإنها تتطاير و تتبخر على شكل جزيئة غاز بخار الماء. وتتأثر وثيرة الظاهرة بدرجة الحرارة، قيمة الضغط عند سطح السائل، قوة التيارات الهوائية، الإشعاعات ودرجة الرطوبة المحيطة.
يختلف التبخر (التبخر السطحي) عن الغليان من حيث العملية. في حين أن التبخر لا يحدث إلا على السطح فإن الغليان يحدث داخل كتلة السائل. مع أن درجة غليان الماء هي 100 درجة مئوية عند الضغط الجوي الاعتيادي إلا أنه قادر على التبخر (تبخر سطحي) عند درجة حرارة الغرفة. يعد التبخر أيضا جزءًا من دورة الماء في الطبيعة.
تختلف وتيرة التبخر (التبخر السطحي) من سائل لآخر وذلك بسبب اختلاف الخواص الجزيئية.

## مسجل التبخر
مسجل التبخر Evapograph عبارة عن جهاز يقوم بقياس كمية المياه المتبخرة وتسجيلها بشكل آلي وبصورة مستمرة.

## اقرأ أيضا
- البخار
- السائل
- الغاز
- الغليان
- سكب